# Tellina squamifera
Tellina squamifera är en musselart som beskrevs av Gérard Paul Deshayes 1855. Tellina squamifera ingår i släktet Tellina och familjen Tellinidae. Inga underarter finns listade i Catalogue of Life.